# Марцианополска архиепархия (Римокатолическа църква)
 Тази статия е за историческата и титулярната католическа архиепархия.  За историческата и титулярната православна епархия вижте Маркианополска епархия.  
Марцианополска архиепархия (на латински: Dioecesis Marcianopolianus) е диоцезна административна единица на Римокатолическата църква по българските земи през XVII в. След това е титулярен диоцез.

## История
През 1642 г. чипровчанинът епископ Петър Богдан представил в Конгрегацията за пропаганда на вярата в Рим петиция от чипровските католически първенци за издигането на Софийската католическа епархия в архиепископия. Следващата година чипровските дейци поискали от папата да се създаде още една българска католическа архиепископия, която да обхване централната част на Северна България, Влашко и Молдова, със седалище известният през средновековието български град Марцианопол (дн. Девня, Област Варна ). С активното съдействие на Петър Богдан, който отишъл специално за това в Рим, архиепископията била създадена, а Марко Бандулович от Скопие бил назначен за неин ръководител. Тази архиепископия възстановява ранно-християнска Марцианополска архиепископия, като в нея били включени почти цяла Североизточна България, Добруджа и Молдова.
През 1644 г. Марцианополският архиепископ Марко Бандулович посещава Чипровци, запознава се с Петър Парчевич и му предлага да заеме поста секретар и помощник на Марцианополския епископ в град Бакъу, в Румъния. През 1648 г. католиците от Северна Централна България и Влашко се отделят от Марцианополска архиепископия и минават към новоформираната Никополска епархия. През 1656 г. Петър Парчевич е избран за архиепископ на Марцианопол, но пет години по-късно е отстранен поради заболяване и занемаряване на задълженията. По-късно е назначен за апостолски викарий и администратор на Молдова и титулярен архиепископ на Марцианопол. След смъртта на Петър Парчевич Марцианополския диоцез е титулярен. Софийският и Никополският диоцези успяват да се запазят благодарение на компатни маси от наследници на павликяните в Свищовско и Пловдивско, приели католицизма по това време.

## Архиепископи
- Марко Бандулович (16 ноември 1643 г. - 27 януари 1650 г.)
- Петър Парчевич (6 март 1656 г. - 23 юли 1674 г.)
- Витус Пилуци (5 септември 1678 г. - 6 януари 1704 г.)
- Джовани Винченцо Кастели (19 юни 1709 г. - 21 март 1714 г.)
- Джузепе Роверани (10 март 1767 г. - 2 юли 1772 г.)
- Николао Лоренцо Тимони (3 юни 1796 г. - )
- Джовани Батиста Фонтън (16 март 1799 г. 26 август 1816 г.)
- Ян Марцели Гутковски (18 септември 1856 г. 2 октомври 1863 г.)
- Николас Кастелс (19 юни 1866 г. - 7 септември 1873 г.)
- Игнас Бурже (4 юли 1876 г. - 7 юни 1885 г.)
- Илдефонсо Джовани Батиста Борня (14 декември 1886 г. - 4 декември 1894 г.)
- Питър Ричард Кенрик (8 юни 1895 г. - 4 март 1896 г.)
- Макарио Сорини (19 април 1900 г. - 31 декември 1900 г.)
- Паоло Шиноси (8 април 1901 г. - 18 юли 1921 г.)
- Жан-Батист-Мари Будес де Гебриан (10 декември 1921 г. 6 март 1935 г.)
- Чарлз-Алберт Гуно (14 август 1937 г. - 16 май 1939 г.)
- Джузепе ди Джироламо (1 януари 1941 г. - 28 октомври 1944 г.)
- Луи Льо Хунсек (24 февруари 1945 г. - 25 декември 1954 г.)
- Джовани Сисмондо (21 февруари 1955 г. - 7 декември 1957 г.)
- Теофило Камомот Бастида (10 юни 1958 г.- 27 септември 1988 г.)
- Владимир Стернюк (16 януари 1991 г. - 29 септември 1997 г.)
- Питър Брайън Уелс (9 февруари 2016 г. - )

- Архиепископ Питър Брайън Уелс
- Гербът на архиепископ Питър Брайън Уелс